# Петровка, 38 (роман)
«Петро́вка, 38» — детективный роман, открывающий трилогию писателя Юлиана Семёнова о работе сотрудников Московского уголовного розыска. По роману «Петровка, 38» создан одноимённый художественный фильм.

## Создание
По воспоминанию дочери писателя Ольги Семёновой, при подготовке к созданию повести, автор стажировался в Московском уголовном розыске: выезжал на места преступлений, осматривал трупы, участвовал в операциях по задержанию подозреваемых. Набрав за несколько месяцев достаточно материала, Семёнов отправился в Гагры писать повесть.
В то время там же отдыхал академик Евгений Примаков, который вспоминал:

Мы без жён были, поселились на одной даче. Юлиан тогда за двадцать дней «Петровку, 38» написал, — стучал по машинке, не пил, мы его и не утаскивали никуда — ему надо было сосредоточиться.— Евгений Примаков
Именно начиная с этой повести к Юлиану Семёнову пришло признание как автора детективного жанра, причём не только в СССР, но и за границей. Известный бельгийский писатель, автор детективов Жорж Сименон писал Юлиану Семёнову:

Воспользовался праздниками, чтобы посмаковать Вашу «Петровку, 38». Я нашёл живых героев, настоящих полицейских, всамделишных преступников, в общем всё человечество, во всей своей бушующей и поразительной правдивости. Книга эта, надо сказать, пользуется успехом во Франции и удивила многих, кто ещё считает русских инопланетянами. Браво, мой дорогой Юлиан.— Жорж Сименон

## Сюжет
В знаменитом романе «Петровка, 38» сыщики уголовного розыска — полковник Садчиков, майор Костенко и старший лейтенант Росляков — приступают к расследованию нелёгкого дела об ограблении сберкассы.
Эта запутанная история начинается с того, что на участкового милиционера совершено нападение, табельное оружие пропадает. Расследование продолжается, и уже ближе к окончанию романа поиски жестоких преступников приводят сыщиков к главному организатору преступлений, в подмосковную деревню, где проживает с виду тихий, неприметный старичок.